# Janne Westerlund
Janne Westerlund, född 1 juli 1971 i Stockholm, är en sverigefinländsk ståuppkomiker, radioprogramledare, ringannouncer och arrangör av ståuppkomik.
Westerlund debuterade som komiker i Sverige 1992 och i Finland 1999. Han är en av delägarna i bland annat humorkollektivet Stockholm Comedy Klubb samt en av skaparna och programledarna till det svenska TV-programmet Stockholm Live. I Finland har han bland annat medverkat i TV-programmet Huips show och Naurun Tasapaino. Han är grundare till komikerfestivalen Skrattstock där han varit "festivalgeneral" sedan 2002.
Westerlund var en av programledarna i radioprogrammet Comedy Central Live Radio som sändes i radiokanalen Radio 1. och han har även varit en av programledarna på SBS-radioshowen "Morgonrock". Westerlund har gjort röster till de tecknade filmerna G-Force, Bolt och Kung Fu Panda. Det senaste åren har han turnerat med sin standupshow Världens Roligaste Finskakurs, varit med och skapat SVT-programmet https://www.svtplay.se/svenne-finne-standup och arbetat med radiokanalen Roslagen Live.